# Союз художников Приднестровья
«Союз художников Приднестровья» — приднестровская творческая общественная организация, добровольное объединение профессиональных художников и искусствоведов — творческих работников. В задачи Союза художников входит создание благоприятной среды для развития и реализации творческих возможностей художников, интеграция в международные художественные процессы, социальная защита деятелей изобразительного искусства. Ежегодно члены Союза художников Приднестровья проводят 10-15 персональных выставок в Приднестровье и за рубежом, принимают участие в международных симпозиумах в России, Украине, Молдавии и других государствах.

## История
Союз художников Приднестровья был образован 26 декабря 1992 года по инициативе художников Л. Г. Глущенко, В. В. Куличенко, М. И. Руденко, П. И. Китаева, А. С. Казаку и др. Основу его составили члены Союза художников СССР: Г. М. Зыков, А. А. Куличенко, В. В. Куличенко, А. С. Казаку, Л. А. Пироженко, Л. Г. Глущенко, Е. Ф. Иовица, В. И. Демченко. Ежегодно в четырех картинных галереях Приднестровья (Бендеры, Тирасполь, Дубоссары, Рыбница) проходят десятки художественных выставок.
В 2010 году на очередном съезде Союза художников Приднестровья председателем единогласно был избран Сергей Георгиевич Панов.

## Председатели
- 1992—2005 — Леонид Андреевич Пироженко[4]
- 2001—2007 — Павел Иванович Китаев[5]
- 2006—2010 — Владимир Михайлович Шума
- 2010—н. в. — Сергей Георгиевич Панов[3]